# Tourette-du-Château
Tourette-du-Château (Occitaans: Torreta d'en Castèu; Italiaans (verouderd): Torretta) is een gemeente in het Franse departement Alpes-Maritimes (regio Provence-Alpes-Côte d'Azur) en telt 117 inwoners (2009). De plaats maakt deel uit van het arrondissement Nice.

## Geografie
De oppervlakte van Tourette-du-Château bedraagt 9,4 km², de bevolkingsdichtheid is dus 12,4 inwoners per km².
De onderstaande kaart toont de ligging van Tourette-du-Château met de belangrijkste infrastructuur en aangrenzende gemeenten.

## Demografie
Onderstaande figuur toont het verloop van het inwonertal (bron: INSEE-tellingen).
Vanwege een beveiligingsprobleem met de MediaWiki Graph-software is het momenteel niet mogelijk deze grafiek weer te geven. Zodra de software is bijgewerkt zal de grafiek vanzelf weer zichtbaar worden.
1. ↑  Populations de référence 2022.